# Tamer Seyam
Tamer Seyam (arabisch تامر صيام, DMG Tāmir Ṣiyām; * 28. November 1992 in Jerusalem) ist ein palästinensischer Fußballspieler.

## Karriere

### Vereine
Seyam spielte als 21-Jähriger seine erste Saison in der West Bank Premier League, der höchsten Spielklasse im palästinensischen Autonomiegebiet Westjordanland, für den in Ostjerusalem in Jabal Mukaber ansässigen Fußballverein Jabal al-Mukaber Club. Von 2014 bis 2016 war er für den Erstligisten Shabab Al Khalil aus Hebron aktiv, mit dem er am Saisonende 2015/16 die Meisterschaft gewann. Ablösefrei wechselte er 2016 zum Ligakonkurrenten Hilal al-Quds Club, für den er bis Saisonende 2017/18 spielte und zu zwei Meisterschaften beitrug.
Er verließ seinen Verein und sein Land und begab sich nach Marokko. Dort kam er für den Hassania d’Agadir in der Botola von 2018 bis 2020 in 33 Punktspielen zum Einsatz und erzielte drei Tore. In seiner ersten Saison, in der er 18 Mal eingesetzt wurde und zwei Tore erzielte, debütierte er am 24. September 2018 (3. Spieltag) beim 1:0-Sieg im Auswärtsspiel gegen den FAR Rabat. Sein erstes Tor am 9. Dezember 2018 (11. Spieltag) bei Rapide Oued Zem war der 1:0-Siegtreffer, der ihm in der 48. Minute gelang. Im Wettbewerb um den Vereinspokal kam er einzig am 10. November 2019 im heimischen Stade Adrar beim 1:0-Halbfinalsieg über Maghreb Tétouan zum Einsatz. Das am 18. November 2019 gegen Tihad Athlétique Sport de Casablanca ausgetragene Finale wurde mit 1:2 verloren. Im Wettbewerb um den CAF-Konföderationspokal wurde er 2018/19 neunmal; ein Tor und 2019/20 achtmal eingesetzt.
Nach Palästina zurückgekehrt, gewann er erneut mit Shabab Al Khalil die Meisterschaft am Saisonende 2021/22. Bei dem Verein stand er bis Mitte 2023 unter Vertrag.
Im Juli 2023 ging er nach Thailand, wo er einen Vertrag beim Erstligisten PT Prachuap FC unterschrieb. Für den Verein aus Prachuap bestritt er 16 Ligaspiele. Im Sommer 2024 wurde sein Vertrag nicht verlängert. Im Juli 2024 ging er nach Jordanien. Hier unterschrieb er in der Hauptstadt Amman einen Vertrag beim Erstligisten al-Faisaly

### Nationalmannschaft
Seit der 0:2-Niederlage gegen die Nationalmannschaft Saudi-Arabiens im Prinz-Mohamed-bin-Fahd-Stadion in Dammam am 6. November 2014 ist Seyam A-Nationalspieler seines Landes. Seine ersten beide Länderspieltore erzielte er am 16. Juni 2015 beim 6:0-Sieg über die Nationalmannschaft Malaysias in der 2. Qualifikationsrunde für die Weltmeisterschaft 2018 mit dem Treffer zum 3:0 in der 41. und zum 6:0 in der 87. Minute. Insgesamt bestritt er 14 Qualifikationsspiele, in denen er fünf Tore erzielte.
Er nahm ferner am AFC Challenge Cup 2014 teil und bestritt alle drei Spiele der Gruppe A und als Gruppensieger auch das mit 2:0 gewonnene Halbfinale gegen die Nationalmannschaft Afghanistan. Im Finale, das am 30. Mai 2014 in Malé mit 1:0 gegen die Nationalmannschaft der Philippinen gewonnen wurde, kam er nicht zum Einsatz.
In der Gruppe 4 der 3. Qualifikationsrunde für die Asienmeisterschaft 2019 bestritt er fünf von sechs Spielen, in der anschließenden Endrunde alle drei Spiele der Gruppe B.
Für das Turnier um den FIFA-Arabien-Pokal 2021 (Nachfolger Arabischer Nationenpokal) qualifizierte er sich mit seiner Mannschaft am 24. Juni 2021 in Doha mit dem 5:1-Sieg über die Nationalmannschaft der Komoren, scheiterte jedoch in der Gruppe C bereits nach der Gruppenphase.

## Erfolge
Verein
- Palästinensischer Meister: 2016, 2017, 2018, 2022
- Marokkanischer Pokalfinalist 2019

Nationalmannschaft
- AFC-Challenge-Cup-Sieger: 2014